# Sachalin-1

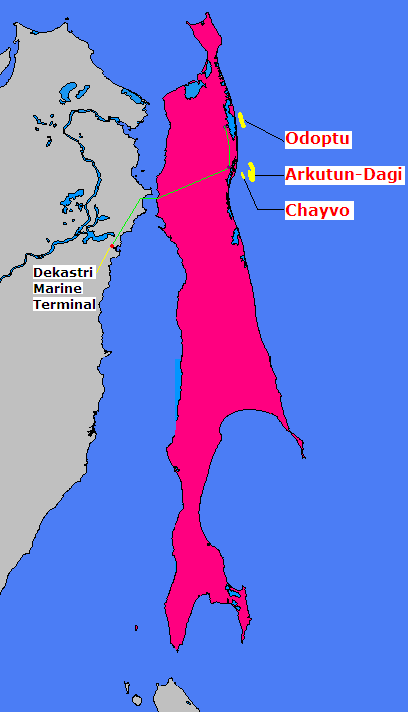
Umístění ložisek těžených projektem Sachalin-I

Sachalin-1 (rusky Сахалин-1) je konsorcium a stejnojmenný projekt na těžbu ropy a zemního plynu na pobřeží Sachalinu i blízko pobřeží v Ochotském moři. Je zaměřeno na tři ložiska: Čajvo (rusky Чайво), Odoptu-more (Одопту-море) a Arkutun-Dagi (Аркутун-Даги). V jeho blízkosti také běží sesterský těžební projekt Sachalin-II.
Projekt provádí firma Ekson Něftěgaz Limitěd (rusky Эксон Нефтегаз Лимитед, anglicky Exxon Neftegas Limited), ve které mají podíly firmy
- ExxonMobil (Spojené státy americké) – 30 %
- SODECO (Japonsko). – 30 %
- Rosněft (Ruská federace) – 20 %
- ONGC (Indie) – 20 %

Sídlem Ekson Něftěgaz Limitěd je Južno-Sachalinsk přímo na Sachalinu.
Celý projekt vyvolal obavy, zda nezpůsobí vyhynutí asijské populace plejtvákovce šedého, v které zbývají jen desítky plodných samic. Proto různé ochranářské organizace, zejména Mezinárodní svaz ochrany přírody a Světový fond divočiny vyvíjejí snahu postup projektů zpomalit, aby se stíhalo dělat průběžné vyhodnocování vlivu těžby na populaci plejtvákovce.
V reakci na ruskou invazi na Ukrajinu v roce 2022 prohlásil ExxonMobil svůj záměr z projektu se stáhnout a převést svůj podíl na jinou stranou. Před zahájením ruského útoku na Ukrajinu dosahovala produkce 220 000 barelů denně, v červenci 2022 klesla na pouhých 10 000 barelů denně. V říjnu 2022 podepsal ruský prezident Vladimír Putin dekret, kterým převedl projekt Sachalin-1 na nově vytvořený ruský podnik.
V únoru 2023 oznámil generální ředitel Rosněftu Igor Sečin novinářům, že těžba a přeprava ropy v rámci projektu Sachalin-1 byla plně obnovena.